# Elisabeth Noelle-Neumann
Elisabeth Noelle-Neumann (ur. 19 grudnia 1916 w Berlinie, zm. 25 marca 2010) – niemiecka dziennikarka, publicystyka.
Jej najbardziej znanym dziełem jest teoria spirali milczenia, wyszczególniony w The Spiral of Silence: Public Opinion – Our Social Skin. Model stanowi wyjaśnienie, w jaki sposób postrzegana opinia publiczna może wpływać na indywidualne opinie lub działania. Twierdzi, że media operują w przestrzeni społecznej, tłumiąc różnorodność opinii. Zauważa istnienie rozdźwięku między opiniami powziętymi przez jednostki a ich publicznym wyrażeniem i opiera się na analizie zamiarów głosowania w niemieckich wyborach federalnych w 1965 r., na początku nierozstrzygniętych, a wreszcie wygranych przez chadeków po opublikowaniu sprzyjających prognoz.
Noelle-Neumann wspomina także o efekcie kuli śnieżnej – kiedy to odbiorcy, na podstawie informacji medialnych, głosują w wyborach na partię przedstawianą jako zwycięska, chcąc być w „większości” i z „większością”, obawiając się społecznej izolacji.
Otrzymała Krzyż Komandorski Orderu Zasługi Republiki Federalnej Niemiec (1976) oraz Order Zasługi Badenii-Wirtembergii (1990).    